# Sueviota lachneri
Sueviota lachneri és una espècie de peix de la família dels gòbids i de l'ordre dels perciformes.

## Morfologia
- Els mascles poden assolir 2,1 cm de longitud total.[1][2]

## Hàbitat
És un peix marí, de clima tropical i associat als esculls de corall que viu entre 8-10 m de fondària.

## Distribució geogràfica
Es troba a Austràlia, Txagos, Fiji, les Maldives, Nova Caledònia, les Illes Ogasawara i les Filipines.

## Observacions
És inofensiu per als humans.